# 워런트
워런트(Warrant)는 1984년 캘리포니아주 로스앤젤레스 할리우드에서 결성된 미국의 록밴드이다.